# Dinaburg Football Club
Il Dinaburg FC, ufficialmente Dinaburg Football Club, è stata una società calcistica lettone con sede nella città di Daugavpils.

## Storia
Fondato nel 1994 come Vilan-D nel 1995, assumendo la denominazione finale di Dinaburg nel 1996. Prese il posto dei concittadini del Auseklis, fallito nel 1994.
Grazie alle sue prestazioni in campionato ha conquistato a più riprese la partecipazione ad Intertoto e Coppa UEFA/Europa League, senza mai brillare.
Nel 2009, quando era quarto in classifica, fu coinvolto nello scandalo del calcioscommesse lettone: fu perciò portato all'ultimo posto e retrocesso. La storia del club si chiuse con la fusione con i concittadini del Daugava: quest'ultima, appena promossa in Vīrsliga, acquisì tutti i più forti giocatori della squadra

## Strutture

### Stadio
Disputava le partite casalinghe nello Stadio Celtnieks di Daugavpils (4.100 posti).

## Statistiche e record

### Partecipazioni ai campionati
| Livello | Categoria | Partecipazioni | Debutto | Ultima stagione | Totale |
| ------- | --------- | -------------- | ------- | --------------- | ------ |
| 1º      | Virslīga  | 16             | 1995    | 2009            | 16     |

## Palmarès

### Altri piazzamenti
- Campionato lettone:

Secondo posto: 1995
Terzo posto: 1996, 1997
- Coppa di Lettonia:

Finalista: 1997, 2001
Semifinalista: 1996, 2000